# فرودگاه کوما–اسنوئی ماونتنز
فرودگاه کوما–اسنوئی ماونتنز (به انگلیسی: Cooma – Snowy Mountains Airport) یک فرودگاه همگانی با کد یاتا OOM است که یک باند فرود آسفالت دارد و طول باند آن ۲۱۲۰ متر است. این فرودگاه در کشور استرالیا قرار دارد و در ارتفاع ۹۴۶ متری از سطح دریا واقع شده‌است.

## شرکت‌های هواپیمایی و مقصدهای پروازی
| شرکت‌های هواپیمایی       | مقصدهای پروازی |
| ----------------------- | -------------- |
| رجیونال اکسپرس ایرلاینز | سیدنی          |